# 三溝駅
三溝駅（さみぞえき）は、長野県松本市波田三溝にあるアルピコ交通上高地線の駅である。駅番号はAK-09。

## 歴史
- 1922年（大正11年）
  - 5月10日：筑摩鉄道の駅として開業[1]。
  - 10月31日：筑摩電気鉄道に社名変更。
- 1932年（昭和7年）12月2日：松本電気鉄道に社名変更。
- 2011年（平成23年）4月1日：アルピコ交通に社名変更。

## 駅構造

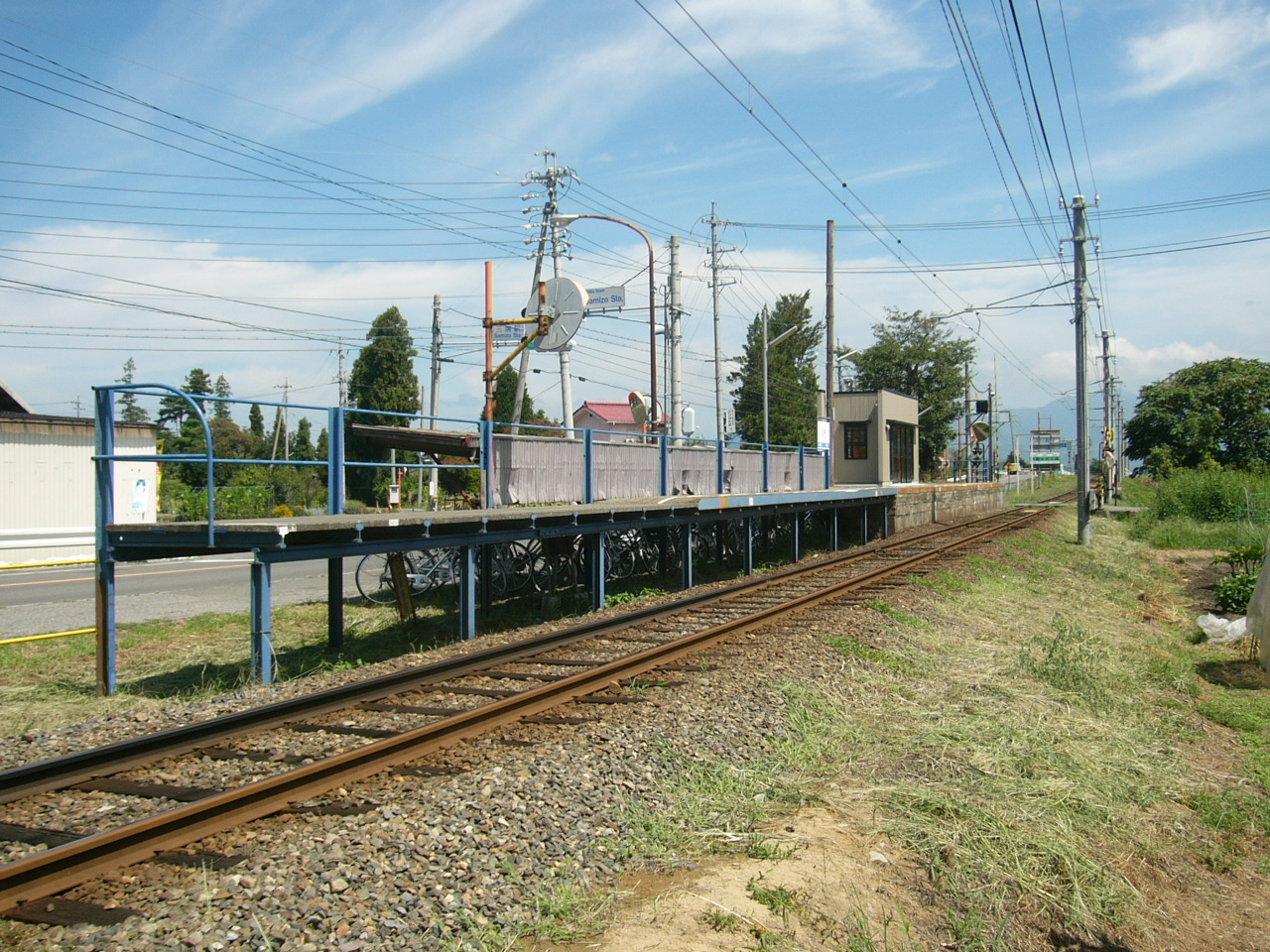
駅全景（2006年9月）

単式ホーム1面1線を有する地上駅。無人駅である。ホーム上に待合室がある。駅名板は安養寺の枝垂れ桜のデザイン。

## 利用状況
「松本市統計書」によると、1日平均の乗車人員は以下の通りである。
| 乗車人員推移 | 乗車人員推移 |
| 年度         | 1日平均人数  |
| ------------ | ------------ |
| 2009         | 115          |
| 2010         | 137          |
| 2011         | 153          |
| 2012         | 167          |
| 2013         | 178          |
| 2014         | 167          |
| 2015         | 178          |
| 2016         | 178          |
| 2017         | 173          |

## 駅周辺
丘の上にあり、住宅と農地がある。また、平成の大合併（2010年3月31日）以前は隣の新村駅との間の人工河川（和田堰の分流）が旧松本市と旧波田町の境界となっていた。
- 三溝簡易郵便局
- 安養寺[1] - しだれ桜の名所
- 国道158号
- 中部縦貫自動車道（松本波田道路） - 建設中
- 波田循環バス「1区公民館」停留所
- 真光寺
- 真光寺遺跡
- 和田堰
- 芝沢堰
- 根石の石
- 新村水の神社

## 隣の駅
アルピコ交通
■上高地線
新村駅（AK-08） - 三溝駅（AK-09） - 森口駅（AK-10）